# Leptocera atrolimosa
Leptocera atrolimosa är en tvåvingeart som beskrevs av Frey 1945. Leptocera atrolimosa ingår i släktet Leptocera och familjen hoppflugor. Inga underarter finns listade i Catalogue of Life.